# Alena Zubrylava
Alena Mikalaeŭna Ohurtsova, coniugata Zubrylava (in bielorusso Алена Мікалаеўна Огуртсова-Зубрылава?, in ucraino Олена Миколаївна Огурцова-Зубрилова?, Olena Mykolaïvna Ohurcova-Zubrylova; Šostka, 25 febbraio 1973), è un'allenatrice di biathlon ed ex biatleta ucraina naturalizzata bielorussa.
È spesso indicata anche con la variante in lingua ucraina del suo nome: Олена Миколаївна Зубрилова, Olena Mykolaïvna Zubrylova (traslitterazione anglosassone Olena Nikolayevna Zubrilova).
Era sposata con l'ucraino Roman Zubrylov, a sua volta allenatore di biathlon ed ex biatleta.

## Biografia

### Carriera da biatleta
Ha incominciato la sua carriera sportiva come fondista e dal 1991 è passata al biathlon. Ha partecipato alla Coppa del Mondo per la prima volta nel 1994-1995, e nel 1996 ha vinto la sua prima medaglia ai campionati mondiali. Nel 1999, ai Mondiali di Kontiolahti in Finlandia, è diventata campionessa del mondo in tre specialità: singolo, inseguimento e partenza in linea.
Dal 1998-1999 i suoi risultati sono stati molto costanti: seconda in Coppa del Mondo nel 1999 e nel 2000, terza nel 2001. Tuttavia la stagione 2001-2002 fu molto deludente per la Zubrylava: vinse soltanto una gara di Coppa prima dei XIX Giochi olimpici invernali di Salt Lake City 2002, ai quali non vinse nemmeno una medaglia. Si riscattò tuttavia alla fine della stagione, quando vinse i Mondiali nella partenza in linea.
Nel 2002 ha cambiato la sua nazionalità dall'Ucraina alla Bielorussia. Ai Mondiali del 2005, disputatisi a Hochfilzen in Austria, ha vinto la medaglia di bronzo nella gara sprint individuale e nella staffetta.

### Carriera da allenatrice
Dopo essersi ritirata dalle competizioni è divenuta allenatrice nazionale bielorussa.

## Palmarès

### Mondiali
- 17 medaglie:
  - 4 ori (individuale[1], inseguimento[1], partenza in linea[1] a Kontiolahti/Oslo 1999; partenza in linea[1] a Oslo 2002)
  - 5 argenti (gara a squadre[1] a Ruhpolding 1996; sprint[1], individuale[1], inseguimento[1] a Osrblie 1997; individuale[1] a Chanty-Mansijsk 2003)
  - 8 bronzi (staffetta[1] a Ruhpolding 1996; gara a squadre[1] a Osrblie 1997; sprint[1] a Kontiolahti/Oslo 1999; staffetta[1] a Oslo/Lahti 2000; individuale[1], staffetta[1] a Pokljuka 2001; sprint[1], staffetta[1] a Hochfilzen 2005)

### Europei
- 5 medaglie:
  - 2 ori (sprint a Minsk 2004; staffetta a Langdorf-Arbersee 2006)
  - 3 argenti (inseguimento a Forni Avoltri 2003; individuale, staffetta a Minsk 2004)
  - 2 bronzi (staffetta a Forni Avoltri 2003; inseguimento a Minsk 2004)

### Coppa del Mondo
- Miglior piazzamento in classifica generale: 2ª nel 1999 e nel 2000
- Vincitrice della Coppa del Mondo di inseguimento nel 1999
- Vincitrice della Coppa del Mondo di partenza in linea nel 1999
- 54 podi (38 individuali, 16 a squadre[2]), oltre a quelli conquistati in sede iridata e validi anche ai fini della Coppa del Mondo:
  - 20 vittorie (17 individuali, 3 a squadre)
  - 19 secondi posti (16 individuali, 3 a squadre)
  - 15 terzi posti (5 individuali, 10 a squadre)

#### Coppa del Mondo - vittorie
| Data             | Località              | Nazione         | Spec.                                                               |
| ---------------- | --------------------- | --------------- | ------------------------------------------------------------------- |
| 15 gennaio 1999  | Ruhpolding            | Germania        | RL (con Olena Petrova, Nina Lemeš e Tetjana Vodopjanova)            |
| 16 gennaio 1999  | Ruhpolding            | Germania        | SP                                                                  |
| 17 gennaio 1999  | Ruhpolding            | Germania        | PU                                                                  |
| 27 febbraio 1999 | Lake Placid           | Stati Uniti     | PU                                                                  |
| 12 marzo 1999    | Oslo Holmenkollen     | Norvegia        | SP                                                                  |
| 14 marzo 1999    | Oslo Holmenkollen     | Norvegia        | PU                                                                  |
| 10 dicembre 1999 | Pokljuka              | Slovenia        | PU                                                                  |
| 5 gennaio 2000   | Oberhof               | Germania        | SP                                                                  |
| 7 gennaio 2000   | Oberhof               | Germania        | PU                                                                  |
| 9 marzo 2000     | Lahti                 | Finlandia       | IN                                                                  |
| 12 marzo 2000    | Lahti                 | Finlandia       | PU                                                                  |
| 16 marzo 2000    | Chanty-Mansijsk       | Russia          | SP                                                                  |
| 1º dicembre 2000 | Hochfilzen/Anterselva | Austria/ Italia | SP                                                                  |
| 13 gennaio 2002  | Oberhof               | Germania        | MS                                                                  |
| 21 dicembre 2002 | Osrblie               | Slovacchia      | RL (con Lilija Efremova, Vol'ha Nazarava e Ljudmila Arloŭskaja)     |
| 23 febbraio 2003 | Östersund             | Svezia          | PU                                                                  |
| 11 dicembre 2003 | Hochfilzen            | Austria         | SP                                                                  |
| 12 dicembre 2003 | Hochfilzen            | Austria         | RL (con Ekaterina Vinogradova, Ksenija Zikunkova e Vol'ha Nazarava) |
| 20 gennaio 2005  | Anterselva            | Italia          | IN                                                                  |
| 19 marzo 2006    | Kontiolahti           | Finlandia       | MS                                                                  |

Legenda:

SP = sprint

IN = individuale

PU = inseguimento

MS = partenza in linea

RL = staffetta